# Strom Thurmond
James Strom Thurmond Sr. (n. 5 decembrie 1902, Edgefield⁠(d), Carolina de Sud, SUA – d. 26 iunie 2003, Edgefield⁠(d), Carolina de Sud, SUA) a fost un politician american, ofițer și avocat care a reprezentat Carolina de Sud în Senatul Statelor Unite între 1954 și 2003. Înainte să devină senator pentru următorii 48 de ani, a ocupat funcția de guvernator al Carolinei de Sud⁠(d) între 1947 și 1951. Thurmond a fost membru al Partidului Democrat până în 1964, iar apoi s-a alăturat Partidului Republican. De asemenea, a candidat la alegerile prezidențiale din 1948⁠(d) în calitate de membru al partidului segregaționist Dixiecrat⁠(d); a obținut peste un milion de voturi și a câștigat patru state.
Un opozant al implementării legislației pentru drepturile civile în anii 1950 și 1960, Thurmond a susținut cel mai lung discurs de obstrucționare⁠(d) realizat vreodată de un singur senator - interviul a durat 24 de ore și 18 minute - cu scopul de a împiedica adoptarea legii pentru drepturile civile din 1957⁠(d). În anii 1960, a votat împotriva legii privind drepturile civile din 1964 și a legii privind drepturile de vot din 1965. Deși a fost un susținător al segregației, Thurmond a negat mereu că este rasist și a declarat că sprijină drepturile statelor, respectiv se opune excesului de putere al autorităților federale.  Acesta a schimbat partidele înaintea alegerilor prezidențiale din 1964⁠(d), precizând că Partidul Democrat nu-l mai reprezintă și l-a susținut pe candidatul republican Barry Goldwater care s-a împotrivit implementării legilor pentru drepturile civile. În anii 1970, Thurmond și-a schimbat poziția față de rasă, dar a continuat să-și apere convingerile pro-segregație fundamentate pe drepturile statelor și societatea sudistă a acelei perioade.
Thurmond a ocupat de trei ori funcția de președinte pro tempore al Senatului Statelor Unite⁠(d), a prezidat Comisia Juridică a Senatului⁠(d) din 1981 până în 1987 și Comisia Senatului SUA pentru Forțele Armate⁠(d) din 1995 până în 1999. S-a pensionat în 2003, fiind singurul membru al camerelor Congresului care a împlinit vârsta de 100 de ani când încă era în funcție și cel mai în vârstă senator în exercițiu. A ocupat funcția de senator timp de 48 de ani - un record la acea vreme - și reprezintă al treilea mandat ca durată din istoria Statelor Unite după Robert Byrd⁠(d) și Daniel Inouye⁠(d). Thurmond este cel mai longeviv membru al Congresului care a activat exclusiv în Senat. După 14 ani,  a devenit cel mai longeviv decan al Senatului Statelor Unite⁠(d) din istoria politică.

## Biografie
James Strom Thurmond s-a născut pe 5 decembrie 1902 în Edgefield, Carolina de Sud⁠(d). Acesta a fost al doilea dintre cei șase copii ai cuplului John William Thurmond (1862–1934) și Eleanor Gertrude (1870–1958). Tatăl său a fost reprezentant în Adunarea generală din Carolina de Sud⁠(d) și avocat general al Statelor Unite⁠(d). În 1902, a contestat fără succes alegerile din Congresul Statelor Unite. Mama sa provenea dintr-o cunoscută familie Edgefield și era profund religioasă. Thurmond călărea ponei, cai și tauri încă de la o vârsta fragedă. Casa familie era frecvent vizitată de politicieni și avocați.
A urmat cursurile Colegiului Agricol Clemson din Carolina de Sud (astăzi Universitatea Clemson⁠(d)) și a absolvit în 1923 cu o diplomă în horticultură. La Clemson, a fost președinte al Societății literare Calhoun unde a dezbătut și învățat dreptul parlamentar⁠(d). În 1925 a avut o aventură cu Carrie Butler, menajera adolescentă afro-americană a familiei sale. În 2003, familia Thurmond a confirmat că Thurmond a avut o fiică metișă⁠(d) pe nume Essie Mae Washington⁠(d) împreună cu Butler. După absolvire, Thurmond a lucrat ca fermier, profesor și antrenor de atletism. În 1929, acesta a fost numit inspector școlar⁠(d) în comitetul Edgefield.

### Articole
- en CNN - Strom Thurmond's family confirms paternity claim Arhivat în 13 decembrie 2021, la Wayback Machine. de David Mattingly (2003)
- en The Scarred Stone: The Strom Thurmond Monument Arhivat în 12 iunie 2018, la Wayback Machine. de Joseph Crespino (2010)

### Necrologuri
- en Tribute to Strom Thurmond from The State
- en CNN - Strom Thurmond dead at 100
- en Fox News - Strom Thurmond Dead at 100